# Metak
Metak fue una compañía discográficaespañola con sede en Irún, en la Comunidad Autónoma del País Vasco. Surgió como heredera de Esan Ozenki y se mantuvo activa entre 2001 y enero de 2006, fecha en la que anunció su cierre por la bajada de las ventas de discos.
Editó discos de músicos vascos como Fermin Muguruza, Negu Gorriak, Anari, BAP!!, Ruper Ordorika o Kuraia.
Desde Metak se crearon varios subsellos para editar diferentes discos: AlterMetak para editar a grupos que no cantasen en euskera, Pil-Pil Sessions para editar trabajos puntuales de colaboraciones entre diferentes músicos y Kontrakalea Ekoizpenak que se encargaba de la edición de trabajos de músicos cercanos a Fermin Muguruza.

## Artistas en Catálogo

### Metak
| - Anari - BAP!! - Basque Electronic Diaspora - Betagarri - Biok - Captain Nemo - EH Sukarra - Eraso! | - Etsaiak - Hiru Truku - Inoren Ero Ni - Jabier Muguruza - Kuraia - Lif - Maddi Oihenart/Josetxo Goia-Aribe - Makala | - Miztura - Negu Gorriak - Neubat - Π L.T. - R - Rafa Rueda - Ruper Ordorika - Sagarroi | - Seiurte - Selektah Kolektiboa - Sen - Skunk - The Solanos - Xabier Montoia - Zein? - Zura |

### AlterMetak
- 100% Collègues
- Hechos Contra el Decoro
- Nicholas Vroman

### Pil-Pil Sessions
- Amodio
- Anari ta Petti.
- -Gailu
- Lisabö
- Sen & Hendrik Roever

### Kontrakalea Ekoizpenak
- Afrika
- Bad Sound System
- Fermin Muguruza
- MAK
- Rude
- Sorkun